# Посматрачка мисија Уједињених нација у Грузији
UNOMIG је акроним за "United Nations Observer Mission in Georgia" (Посматрачка мисија Организације уједињених нација у Грузији) и представља ознаку за интернационални посматрачки мандат, основан резолуцијом 858 Савета безбедности од 24. августа 1993. са циљем посматрања и осигурања примирја између Абхазије и Грузије, а постигнутог 14. маја 1994. године. Мандат је више пута трансформисан. Актуелни мандат се заснива на резолуцији 937 из 1994. године.